# Let's Get It: Thug Motivation 101
Albums de Young Jeezy
Come Shop wit Me
(2003) The Inspiration
(2006)
Singles
1. And Then What
Sortie : 7 juin 2005
2. Soul Survivor
Sortie : 16 juillet 2005
3. Go Crazy
Sortie : 16 août 2005
4. My Hood
Sortie : 11 décembre 2005

Let's Get It: Thug Motivation 101 est le premier album studio de Young Jeezy, sorti le 26 juillet 2005.
Quatre singles ont été extraits de l'opus : And Then What, Soul Survivor, Go Crazy et My Hood. Les clips de ces morceaux ont été largement diffusés sur BET, VH1 et MTV. La version de Go Crazy la plus écoutée est le remix avec Jay-Z et Fat Joe en featuring.
L'album, qui s'est classé 1er au Top R&B/Hip-Hop Albums et 2e au Billboard 200, a été certifié disque de platine par la Recording Industry Association of America (RIAA) le 29 septembre 2005, avec 1,7 million d'exemplaires vendus aux États-Unis et 2,5 millions dans le monde.
En 2012, le magazine Complex l'a classé parmi les 25 albums de rap « classiques » de la précédente décennie.

## Liste des titres
| No  | Titre | Contient un (des) sample(s) de                  | Durée |
| --- | --- | ----------------------------------------------- | ----- |
| 1.  | Thug Motivation 101 (Produit par Shawty Redd)                                                                   |                                                 | 3:14  |
| 2.  | Standing Ovation (Produit par Drumma Boy)                                                                       |                                                 | 4:14  |
| 3.  | Gangsta Music (Produit par Shawty Redd)                                                                         |                                                 | 4:02  |
| 4.  | Let's Get It / Sky's the Limit (Produit par Midnight Black)                                                     |                                                 | 3:42  |
| 5.  | And Then What (featuring Mannie Fresh – Produit par Mannie Fresh)                                               |                                                 | 4:05  |
| 6.  | Go Crazy (featuring Jay-Z – Produit par Don Cannon)                                                             | (Man, Oh Man) I Want to Go Back des Impressions | 4:13  |
| 7.  | Last of a Dying Breed (featuring Trick Daddy, Young Buck et Lil Will – Produit par San « Chez » Holmes et Khao) |                                                 | 3:56  |
| 8.  | My Hood (Produit par Lil C)                                                                                     | Rubberband Man de T.I.                          | 4:00  |
| 9.  | Bottom of the Map (Produit par Shawty Redd)                                                                     | Stay Fresh de Jody Breeze featuring Jazze Pha   | 4:21  |
| 10. | Get Ya Mind Right (Produit par Shawty Redd)                                                                     |                                                 | 3:41  |
| 11. | Trap Star (Produit par Mr. Collipark)                                                                           |                                                 | 3:52  |
| 12. | Bang (featuring T.I. et Lil Scrappy – Produit par Jazze Pha)                                                    |                                                 | 4:28  |
| 13. | Don't Get Caught (Produit par J.U.S.T.I.C.E. League)                                                            |                                                 | 4:17  |
| 14. | Soul Survivor (featuring Akon – Produit par Akon)                                                               |                                                 | 4:40  |
| 15. | Trap or Die (featuring Bun B – Produit par Shawty Redd)                                                         |                                                 | 4:00  |
| 16. | Tear It Up (featuring Lloyd et Slick Pulla – Produit par Midnight Black)                                        |                                                 | 4:29  |
| 17. | That's How Ya Feel (Produit par Shawty Redd)                                                                    |                                                 | 4:03  |
| 18. | Talk to Em (Produit par Nitti)                                                                                  | I Need You de Maze featuring Frankie Beverly    | 4:23  |

| 19. | Air Forces (Produit par Shawty Redd) | Heroes de Camel | 4:01 |